# Can Parici (Sant Pere de Ribes)
Can Parici és una obra de Sant Pere de Ribes (Garraf) protegida com a Bé Cultural d'Interès Local.

## Descripció
Masia situada a mestral de La Serra. És un edifici aïllat de planta quadrangular i dues crugies, amb diversos volums superposats. Consta de planta baixa i pis i té la coberta a dues vessants amb el carener paral·lel a la façana. S'hi accedeix per un portal d'arc carpanell arrebossat, sobre el qual hi ha dues finestres d'arc pla arrebossat, que es repeteixen a la façana de migdia. La resta d'obertures de la construcció són de les mateixes característiques que les darreres. La part de tramuntana de la façana queda tapada per un cos quadrangular que sobresurt respecte el volum principal. Té dos nivells d'alçat i la coberta a una sola vessant que desaigua a ponent. Les tres façanes estan reforçades amb contraforts i només una d'elles té dues obertures. Seguint aquest cos, per la façana de tramuntana, hi ha adossat un altre volum, de planta baixa i pis i la coberta a dues vessants amb el carener paral·lel a la façana. Igualment, a la façana de ponent del volum principal hi ha adossat un cos de dos nivells d'alçat i coberta a una sola vessants que desaigua a llevant. Al seu costat s'han annexat un garatge modern. L'acabat exterior és arrebossat i pintat de color blanc. A pocs metres de la façana de migdia hi ha l'antic pou.

## Història
Per les característiques constructives de la masia, hem de situar els seus orígens entorn el segle xix. Els darrers masovers de la casa van marxar fa pocs anys, quedant des d'aleshores deshabitada.